# Enrique Bolaños Geyer
Pour les articles homonymes, voir Geyer.
Enrique Bolaños Geyer, né le 13 mai 1928 à Masaya et mort le 14 juin 2021, est un homme d'État nicaraguayen, ancien président de la république du Nicaragua entre 2002 et 2007. 
Président du Conseil supérieur de l'entreprise privée (Cosep) de 1983 à 1988, puis vice-président de la République dans le gouvernement d'Arnoldo Alemán, Bolaños remporte l'élection présidentielle contre Daniel Ortega le 4 novembre 2001 et prête serment le 10 janvier 2002. Il ne se représente pas à la présidentielle de 2006 et Ortega lui succède. 

## Présidence
Il bénéficie pendant la campagne électorale du soutien des États-Unis. Le sous-secrétaire d'État, Marc Grossman, déclare : « L'histoire du sandinisme, faite de violation des principes démocratiques et des droits humains, d'expropriation de propriétés sans indemnisation et de liens avec les parrains du terrorisme nous préoccupe beaucoup ». L'ambassadeur américain, Oliver Garza, multiplie les déclarations dans le même sens, et Jeb Bush, gouverneur de Floride et frère du président George W. Bush, envoie à Enrique Bolaños une lettre d'appui largement diffusée dans la presse nicaraguayenne : « Daniel Ortega est un ennemi de tout ce que les États-Unis représentent. C'est également un ami de nos ennemis. »
Durant son mandat, les luttes intestines que se livraient au sein du parti libéral ses partisans et ceux de son prédécesseur Alemán générèrent une grande inefficacité des institutions gouvernementales. Il affronte en avril et mai 2005 de violentes manifestations contre la hausse des prix des carburants, et plus de 80 maires (sur 152 municipalités) ont exigé qu'il résolve les problèmes de l'énergie ou qu'il démissionne.
Il fait établir une liste de fonctionnaires suspects d'homosexualité et s'attire en conséquence les critiques d'associations de défense des droits de l’homme. Peu avant de remettre son mandat, en novembre 2006, il fait voter par le Parlement l’interdiction totale de l’avortement et propose de fixer les condamnations à 30 ans de prison.